# Alessandro Spoladore
Alessandro Spoladore (Padua 1989-) poeta italiano, autor de "El Susurro del Ave Fénix" (Sapere Aude Editorial). El libro, publicado en junio de 2015, se presentó en el Ateneo de Madrid el 10 de julio del mismo año. Posteriormente se presentó en la Universidad de la Mística de Ávila (Centro Internacional Teresiano- Sanjuanista de Ávila) en noviembre y en la Sala Manuel de Falla (Sede SGAE, Madrid) en febrero de 2016.
El libro-disco cuenta con la composición musical del gran compositor Josué Bonnín de Góngora y el recitado del inigualable Rafael Taibo. La prologuista es Raquel Lanseros.
Posteriormente el ilustre compositor Manuel Seco de Arpe, Premio Roma de Composición Musical, le dedicó una Suite para piano y tenor con título homónimo en idioma original: “Il Sussurro della Fenice”.
Alessandro Spoladore es presidente y fundador de la Fundación Eusophia. La fundación se presentó el 28 de mayo de 2016 en el CAC de Málaga. Participaron al acto ilustres personalidades como el poeta y filósofo Ilia Galán, los compositores Josuè Bonnín de Góngora (actualmente vicepresidente de la fundación), Manuel Seco de Arpe y Zulema de la Cruz.
Ha actuado entre otras salas en el Ateneo de Málaga, en los Culturales de "El Pimpi" (siendo director el pintor Fernando Núñez) y en el Salón de los Espejos del Excelentísimo Ayuntamiento de Málaga.
El 17 de febrero de 2017 se publicó el segundo libro de poesía y prosa poética de Spoladore: La sonata del lirio. La editorial es Ars Poetica, el libro cuenta con la obra musical "El vagabundo y la vida" del compositor Josué Bonnín de Góngora. Acompañado por el poeta malagueño Antonio García Pereyra y por el poeta cordobés Rafael Luna en el Centro de Arte Contemporáneo de Málaga presentó su segundo libro el 6 de junio.
A raíz de una poesía dedicada al cantautor italiano Fabrizio De André del título "Poeta juglar/Poeta giullare" el libro "La sonata del lirio" ha sido incluido en el archivo de la prestigiosa Fondazione Fabrizio de Andrè.
El 8 de enero de 2018 Spoladore fue nombrado vicepresidente de la Asociación de Poetas de Andalucía.
Pública nuevamente en abril de 2018 otro texto de poesía en Italia, en Perugia: “Nebbia di luce” con la Morlacchi Editore, apoyado en la presentación y en la edición por el artista, pintor y filántropo Franco Venanti, Ilia Galán y la traductora e hispanista Giovanna Scalia.
Spoladore ha sido nombrado “Cavaliere di San Marco” en Venecia el 25 de abril de 2018, por haber divulgado la poesía y la cultura italiana en España.

## Publicaciones
- El susurro del ave fénix, Sapere Aude Editorial (Oviedo, junio de 2015) ISBN 978-84-943730-7-7
- La sonata del lirio, Ars Poetica Editorial (Oviedo, febrero de 2017) ISBN 978-84-946768-6-4
- Relatos de El trueno dorado, El cisne y el cuervo, Sapere Aude Editorial (Oviedo, julio de 2017) ISBN 978-84-946473-8-3
- Nebbia di luce, Morlacchi editore (Perugia, abril 2018) ISBN 9788860749512
- La Stravaganza Morlacchi Editore (Perugia, octubre 2022) ISBN
9788893923576